# Isabel Bermejo López-Muñiz
Isabel Bermejo López-Muñiz (siglo XX) es una traductora y activista ambietal española.

## Biografía
Es traductora especialista en temas de medio ambiente. Participó en el proceso de creación de la confederación de Ecologistas en Acción. Algunas ideas que se vertían en las discusiones no encajaban con lo que para ella era ser ecologista. Por ejemplo, cuando se hablaba de eficacia, entendida de una manera muy poco feminista: de logros, de números; gracias a unos procesos en los que las personas contaban poco y se pasaba el rodillo. Sin embargo, resalta Isabel, se ha dado una evolución y ahora se trabaja de forma diferente, se da importancia a los procesos y a la diversidad que aportan todas las personas, y que hay que cuidar esos procesos.
Forma parte del área de Agroecología de Ecologistas en Acción, y es responsable de Transgénicos de Ecologistas en Acción. Es miembro de la Red Europea para la Reflexión y la Acción (Ecoropa).

En enero de 2005, con su marido, Jesús Garzón, fueron invitados al Congreso de Nómadas en Turmi (Etiopía), y de ahí vinieron con una visión más amplia del pastoreo nómada y la necesidad de preparar un Congreso Mundial de Nómadas y Trashumantes en España.
"Para lograr el Proyecto LIFE fue decisiva la colaboración de mi mujer, Isabel Bermejo, representante ecologista entonces en la Oficina Europea del Medio Ambiente de Bruselas, por lo que conocía a todos los funcionarios y las gestiones que era necesario realizar". Jesús Garzón.

## Obra
Ha publicado más de treinta artículos en revistas científicas. Algunas de sus obras traducidas son:
- 2004 Las guerras del agua: Contaminación, privatización y negocio,[9] traducción al español de Water Wars Pollution, Profits and Privatization,[10] publicado en 2002 por Vandana Shiva.
- 2012 Globalizar el hambre,[11] traducción al español de Globalising Hunger,[12] publicado en 2011 por Thomas Fritz.
- 2021 Biopiratería: El saqueo de la naturaleza y del conocimiento,[13] traducción al español de Biopiracy:The plunder of nature and knowledge,[14] publicado en 1997 por Vandana Shiva.

## Vida personal
Con su compañero de vida, Jesús Garzón tuvieron dos hijos, Mar y Pablo.